# Timo Jutila
Timo Juhani Jutila (ur. 24 grudnia 1963 w Tampere) – fiński hokeista, reprezentant Finlandii, trzykrotny olimpijczyk. Trener i działacz hokejowy.

## Kariera zawodnicza
- Tappara (1980-1984)
  -  Olympiajoukkue (1984)
- Buffalo Sabres (1984)
- Rochester Americans (1984-1985)
- Tappara (1985-1988)
- Luleå (1988-1992)
- TPS (1992-1996)
- SC Bern (1996-1997)
- TPS (1997-1999)

Wychowanek i wieloletni zawodnik klubu Tappara. Pierwotnie w zespole występował do 1984 w lidze SM-liiga. W międzyczasie w drafcie NHL z 1982 został wybrany przez Buffalo Sabres. W 1984 wyjechał do USA i grał tam przez rok - epizodycznie w lidze NHL, a regularnie w zespole farmerskim w lidze AHL. W 1985 powrócił do Europy i od tego czasu rozegrał jeszcze (z przerwami) dziewięć sezonów w macierzystym zespole Tappara, a ponadto występował w szwedzkiej lidze Elitserien (cztery lata) i szwajcarskiej NLA. Zakończył karierę w 1999.
Uczestniczył w turniejach zimowych igrzysk olimpijskich 1984, 1992, 1994, Canada Cup 1987, 1991, mistrzostw świata w 1987, 1991, 1992, 1993, 1994, 1995, 1996, 1997.

## Kariera trenerska i menedżerska
- Reprezentacja Finlandii (2003-2004), asystent trenera
- Reprezentacja Finlandii (2003-2014), kierownik ekipy

Po zakończeniu kariery został trenerem i działaczem przy reprezentacji Finlandii. Najpierw był asystentem trenera kadry w sezonie 2003/2004, w tym na turnieju Pucharu Świata 2004. Od tego roku działa jako kierownik ekipy reprezentacji. Tę funkcję pełnił kolejno na turniejach mistrzostw świata 2004, 2005, 2006, 2007, 2008, 2009, 2010, 2011, 2012, 2013 oraz zimowych igrzysk olimpijskich 2006, 2010, 2014.
Jest także zatrudniony w administracji klubu Tappara.

## Życie prywatne
Jego brat Markku (ur. 1966) także był hokeistą. Timo Jutila był dwukrotnie żonaty, z Tarją (z tego związku ma troje dzieci, syna i dwie córki) oraz Marią. Syn Eero (ur. 1992) także jest hokeistą.
Był komentatorem telewizyjnym i prowadził program. Działa także na polu politycznym w ramach Partii Koalicji Narodowej.

## Sukcesy i wyróżnienia
Reprezentacyjne
- Srebrny medal mistrzostw świata juniorów do lat 20: 1981
- Brązowy medal mistrzostw świata juniorów do lat 20: 1982
- Brązowy medal zimowych igrzysk olimpijskich: 1994
- Brązowy medal Canada Cup: 1991
- Srebrny medal mistrzostw świata: 1992, 1994
- Złoty medal mistrzostw świata: 1995

Klubowe
- Srebrny medal mistrzostw Finlandii: 1981 z Tappara
- Złoty medal mistrzostw Finlandii: 1982, 1984, 1986, 1987, 1988 z Tappara
- Złoty medal mistrzostw Szwajcarii: 1997 z SC Bern

Indywidualne
- SM-liiga 1986/1987:
  - Skład gwiazd
- SM-liiga 1987/1988:
  - Trofeum Pekki Rautakallio - najlepszy obrońca sezonu
- Elitserien 1990/1991:
  - Pierwsze miejsce w klasyfikacji kanadyjskiej wśród obrońców: 33 punkty
- Elitserien 1991/1992:
  - Pierwsze miejsce w klasyfikacji kanadyjskiej wśród obrońców: 37 punktów
- Mistrzostwa Świata w Hokeju na Lodzie 1992:
  - Skład gwiazd turnieju
- SM-liiga 1992/1993:
  - Skład gwiazd
- SM-liiga 1993/1994:
  - Skład gwiazd
- Hokej na lodzie na Zimowych Igrzyskach Olimpijskich 1994:
  - Skład gwiazd turnieju
- Mistrzostwa Świata w Hokeju na Lodzie 1994:
  - Skład gwiazd turnieju
- Mistrzostwa Świata w Hokeju na Lodzie 1995:
  - Pierwsze miejsce w klasyfikacji kanadyjskiej wśród obrońców turnieju: 7 punktów
  - Skład gwiazd turnieju
- SM-liiga 1995/1996:
  - Najlepszy zawodnik miesiąca - październik 1995
  - Skład gwiazd

Szkoleniowe
- Srebrny medal Pucharu Świata: 2004

Wyróżnienia
- Kalen Kannu (wyróżnienie, które corocznie przyznaje prezes Fińskiej Federacji Hokejowej Kalervo Kummola): 2001
- Galeria Sławy fińskiego hokeja na lodzie (nr 132)
- Galeria Sławy IIHF: 2003
- Jego numer 7 został zastrzeżony przez macierzysty klub Tappara dla zawodników drużyny 15 września 2005[5]